# Didier Queloz
Didier Patrick Queloz, född 23 februari 1966, är en schweizisk astronom som är känd för att ha upptäckt många exoplaneter runt andra stjärnor. Han är medarbetare i en forskargrupp ledd av Michel Mayor vid Institutionen för astronomi vid universitetet i Genève. Han och Michel Mayor belönades "för upptäckten av en exoplanet i bana kring en solliknande stjärna", med tillsammans hälften av Nobelpriset i fysik 2019.
Didier Queloz var doktorand vid universitetet i Genève när han och Michel Mayor upptäckte den första exoplaneten kring en stjärna i huvudserien. Queloz utförde en analys på stjärnan 51 Pegasi och mätte dess radiella hastighet med hjälp av dopplereffekten. Han var förvånad över att hitta en planet med en omloppstid på bara 4,2 dagar. Analysen var en övning som hjälpte honom att finslipa sina färdigheter. Planeten, 51 Pegasi b, är en så kallad het Jupiter som utmanar tidigare accepterade synpunkter om planetbildning. Tillsammans med Michel Mayor mottog Queloz 2011 års BBVA Foundation Frontiers of Knowledge Awards för utvecklingen av nya astronomiska instrument och experimentella tekniker vilka ledde till den första observationen av planeter utanför vårt solsystem.